# Clausuur
De clausuur (< Lat. clausura) of het slot is in een klooster het afgescheiden gebied waarbinnen de monniken of slotzusters (monialen) leven, en dat niet toegankelijk is voor buitenstaanders (uitzonderingen zoals gasten of vrijwilligers soms daargelaten). Sommige orden en congregaties van vrouwelijke religieuzen kennen het zogenaamde "pauselijk slot" dat strengere regels met zich meebrengt; dit is speciaal het geval voor hen die een contemplatief leven leiden. Dikwijls wordt de clausuur omgrensd door een hoge muur, en binnen de (openbare) kloosterkerk door een smeedijzeren clausuurhek.

## Clausuur volgens het canoniek recht
De clausuur wordt in het huidige canoniek recht geregeld in canon 667 van de Codex Iuris Canonici van 1983:
- § 1 - In alle huizen dient een clausuur, aangepast aan de aard en de zending van het instituut, onderhouden te worden overeenkomstig de bepalingen van het eigen recht, waarbij een bepaald gedeelte van het religieus huis steeds voor de leden alleen gereserveerd blijft.
- § 2 - Een meer strikte clausuurordening moet onderhouden worden in kloosters gericht op het contemplatief leven.
- § 3 - De kloosters van monialen die volledig op het contemplatief leven gericht zijn, moeten de pauselijke clausuur onderhouden, namelijk overeenkomstig de normen door de Apostolische Stoel gegeven. De overige kloosters van monialen dienen een clausuur te onderhouden die aangepast is aan de eigen aard en vastgelegd in de constituties.
- § 4 - De diocesane bisschop is bevoegd om een goede reden de clausuur van de kloosters van monialen, die in zijn bisdom gelegen zijn, binnen te gaan en toe te staan dat, om een ernstige reden en met instemming van de Overste, anderen binnen de clausuur toegelaten worden, en dat de monialen de clausuur verlaten voor de tijd die werkelijk nodig is.

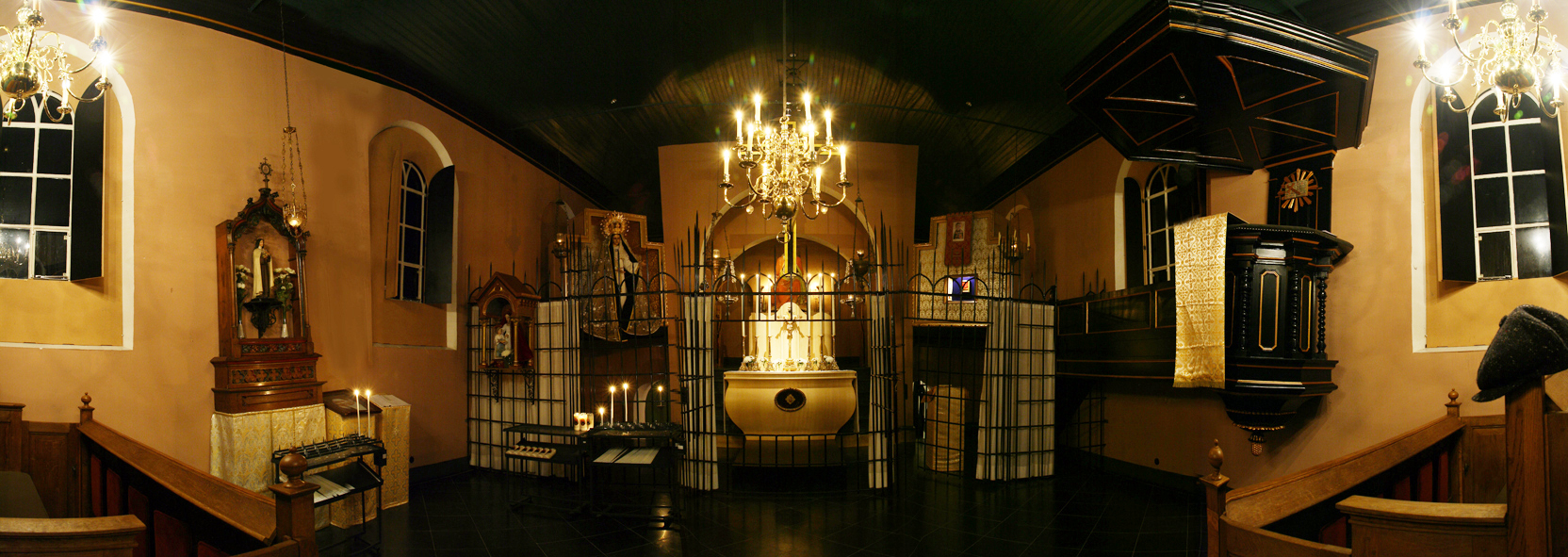
Het interieur van de kluiskerk te Warfhuizen met het clausuurhek.

## Bijkomende betekenissen
Een clausuur is ook het slot om een boek af te sluiten of een vouw in een blad (~ ezelsoor).